# 윤성현 (영화 감독)
윤성현(1982년 8월 3일 ~ )은 대한민국의 영화 감독, 각본가이다.

## 학력
- 서울예술대학 영화과
- 한국영화아카데미 25기 영화연출 전공

## 작품 목록

### 감독
- 2008년 《아이들》 (각본, 감독, 촬영, 편집)
- 2008년 《여행극》 (연출)
- 2009년 《고백 한 잔》 (제작, 편집, 연출, 미술, 각본)
- 2010년 《파수꾼》 (각본, 편집, 의상, 연출)
- 2010년 《시선 너머》 (각본, 연출)
- 2016년 《CCRT Aerospace: Episode 1 Fragile: 경계의 저편》 (각본, 연출)
- 2020년 《사냥의 시간》 (각본, 연출)-그의 인생 마지막 상업영화 예상

### 출연
- 2012년 《주리》 ... 단편감독 역

## 수상
- 2008년 제9회 전주국제영화제 KT&G상상마당상 심사위원 특별상
- 2008년 제3회 국제대학생평화영화제 금상
- 2008년 제3회 국제대학생평화영화제 관객상
- 2010년 제15회 부산국제영화제 뉴 커런츠상
- 2011년 제23회 스위스블랙무비영화제 젊은심사위원상
- 2011년 제35회 홍콩국제영화제 국제비평가협회상
- 2011년 제48회 대종상 신인감독상
- 2011년 제5회 아시아태평양영화상 각본상부문 하이코멘데이션상
- 2011년 제32회 청룡영화상 신인감독상
- 2011년 제12회 부산영화평론가협회상 신인감독상